# Gesundheitsamt
Das Gesundheitsamt ist in Deutschland als am Ort tätige Behörde Teil des öffentlichen Gesundheitsdienstes. Den Gesundheitsämtern obliegt dabei die Durchführung der ärztlichen Aufgaben der Gesundheitsverwaltung.
Man unterscheidet in Deutschland staatliche (z. B. in Baden-Württemberg und Bayern eingegliedert in die Landratsämter) und kommunale Gesundheitsämter oder Gesundheitsbehörden. 
Ab 2001 wurden zahlreiche kommunale Gesundheitsämter in „Fachdienst Gesundheit“ umbenannt, andere sind in den Landratsämtern angesiedelt und heißen nicht mehr „Gesundheitsamt“, sondern „Abteilung“ bzw. „Sachgebiet Gesundheitswesen“; auch „untere Gesundheitsbehörde“ findet sich als Bezeichnung. Siehe hierzu die Gesetze der Bundesländer über deren öffentlichen Gesundheitsdienst.
Die Leitung eines Gesundheitsamtes bzw. eines Fachdienstes Gesundheit wird traditionell durch einen Amtsarzt wahrgenommen.

## Aufgaben
Die Aufgaben des öffentlichen Gesundheitsdienstes sind vielfältig. Sie werden teilweise von den Gesundheitsämtern wahrgenommen. Diese Aufgaben können von Bundesland zu Bundesland in ihren Schwerpunkten differieren. Sie werden durch Bundesgesetze, Landesgesetze und -verordnungen und zum geringeren Teil durch EU-Recht bestimmt.
Folgende Aufgaben werden in einem Gesundheitsamt wahrgenommen:
- Amtsärztlicher Dienst
- Kinder- und Jugendärztlicher Dienst
- Kinder- und Jugendzahnärztlicher Dienst
- Gesundheitsberichterstattung, Epidemiologie
- Durchführung des Infektionsschutzgesetzes
- Hygieneüberwachung
- Umweltmedizin
- Sozialpsychiatrischer Dienst
- Schwangeren- und Schwangerenkonfliktberatung
- Amtsärztliche Überprüfung vor Zulassung zum Heilpraktikerberuf

Einige Aufgaben wie die AIDS-Beratung oder bestimmte Tätigkeiten im Rahmen des Infektionsschutzgesetzes – beispielsweise während der COVID-19-Pandemie – können auf Dritte übertragen werden.
Zu den Aufgaben gehören unter anderem die Überwachung der Einhaltung hygienischer Vorschriften in bestimmten Betrieben, aber auch die Hygieneüberwachung von sog. Gemeinschaftseinrichtungen (Schulen, Kindergärten, Altenheimen etc.), sowie die „Überwachung“ von angeordneten Maßnahmen (Abgabe von Proben u. Ä.). Diese Aufgaben werden i. d. R. von Hygienekontrolleuren wahrgenommen.
Eine hygienische Überwachung erfolgt für folgende Einrichtungen (in den einzelnen Bundesländern unterschiedlich geregelt):
| - Alten- und Pflegeheime - Kurzzeitpflegeeinrichtungen - Tagespflege - Ambulanter Krankenpflegedienst privat - Sozialstationen - Krankenhäuser - Einrichtungen mit ambulanter Operationstätigkeit - Dialysestationen - Psychosoziale Tageskliniken - Arztpraxen - Zahnarztpraxen - Heilpraktiker - Sozialpädiatrische Zentren - Badetherapeutische Praxen - Massagepraxen - Physiotherapiepraxen - Blutspende-Einrichtungen - Fußpflegeeinrichtungen - Körper- und Schönheitspflegeeinrichtungen - Kosmetikstudios mit Maniküre/Pediküre | - Sauna gewerblich - Solarium gewerblich - Tätowier- und Piercingstudios - Fitnessstudios - Gemeinschaftseinrichtungen - Schulen - Kindertagesstätten - Gemeinschaftsunterkünfte Asylbewerber - Übergangswohnheime Asylbewerber - Obdachlosenunterkünfte - Sonstige Heimeinrichtungen - Behinderteneinrichtungen - Betreutes Wohnen, gemeinschaftlich - Jugendherbergen/Freizeitheime - Campingplätze/Zeltlager - Freizeitanlagen/Reithöfe - Polizeidienststellen - Einrichtungen des Zivil- und Katastrophenschutzes - Friedhof und Krematorium - Schiffe - Häfen/Flughäfen | - Freibäder - Hallenbäder - EU-Badegewässer - Badestellen - Wasserversorgungsanlagen - zentrale Trinkwasseranlagen - Trinkwasser-Eigenversorgungsanlage - Heilwasserquellen - Dorfbrunnen/Laufbrunnen - Trinkwasser-Hausinstallationen öffentlich - Mobile Trinkwasser-Versorgung - Abwasserbeseitigungsanlagen - Mülldeponien - Sondermüllzwischenlager - Rettungswachen/Krankentransporteinrichtungen - Sportstätten - Kinderspielplätze - Großveranstaltungen/Messen/Jahrmärkte - Gaststätten/Hotels/Pensionen - Lebensmittelverarbeitende Betriebe/Partyservice - öffentliche WCs etc. |

Die Hygieneüberwachung betrifft grundsätzlich nur die hygienischen Bedingungen für die Menschen in den genannten Einrichtungen. Davon zu unterscheiden sind Lebensmittelhygiene und Lebensmittelüberwachung, die von besonders geschultem Fachpersonal wahrgenommen werden. Nur bei einzelnen Kommunen sind diese Aufgaben oder die Aufgaben des Veterinäramtes organisatorisch mit dem Gesundheitsamt zusammengefasst.
Einige der oben genannten Aufgaben wurden in einigen Bundesländern privatisiert, andere sind nur teilweise oder nicht als Aufgabe den Gesundheitsämtern zugeordnet, so dass die Zuständigkeiten von Bundesland zu Bundesland unterschiedlich sein können.
Weitere Aufgaben sind die Durchführung von Untersuchungen für Verlängerungen einer Fahrerlaubnis ab 50 Jahren (dies nicht mehr in allen Bundesländern), die Schuleingangsuntersuchungen bei Kindern vor dem Schuleintritt durch den Kinder- und Jugendgesundheitsdienst (KJGD), Hilfen für psychisch kranke Menschen (sozialpsychiatrische Dienste), die Unterstützung von Suchtkranken und die gesundheitliche Information, die Aufklärung und Beratung der Bevölkerung sowie die Unterstützung der gesundheitlichen Selbsthilfegruppen.
Die Mitwirkung und teils auch koordinierende Leitung von Aktivitäten zur Erfassung von Kindeswohlgefährdung, wie z. B. die Kontrolle der Teilnahme an der Vorsorgeuntersuchungen (U1 bis U9/J1 für Kinder) zusammen mit den Jugendämtern und unter Einbindung der Kinderärzte gehört zu den neueren Aufgaben des ÖGD in einigen Bundesländern.
Weitere Aufgaben der Gesundheitsämter ist unter anderem die Gesundheitsberichterstattung. Gesetzliche Grundlage für die Arbeit von Gesundheitsämtern sind die in den meisten Ländern in den letzten Jahren neu verabschiedeten Landesgesetze über den öffentlichen Gesundheitsdienst bzw. rechtliche Vorschriften auf Bundesebene wie das Infektionsschutzgesetz und die Trinkwasserverordnung. Darin werden die Rahmenvorgaben für die Arbeit der Gesundheitsämter festgelegt.
Bei ihrer Aufgabenerfüllung arbeiten die Gesundheitsämter mit anderen zuständigen Vollzugsbehörden zusammen. So werden etwa im Rahmen der Gefahrenabwehr Maßnahmen zur Verhütung übertragbarer Krankheiten oder Schutzmaßnahmen zu deren Bekämpfung von der zuständigen Behörde auf Vorschlag des Gesundheitsamtes angeordnet (§ 16 Abs. 6, § 28 Abs. 3 IfSG).
| Land | Gesundheitsämter | „zuständige Behörden“ i. S. d. IfSG                                                 |
| ---- | --- | ----------------------------------------------------------------------------------- |
| BW   | 35 Landkreise und 3 der 9 Stadtkreise als untere Gesundheitsbehörden (Gesundheitsämter): §§ 2-4 ÖGDG                                                                                   | Ortspolizeibehörden § 1 IfSGZustV                                                   |
| BY   | 71 Landratsämter und 5 der 25 weiteren Kreisverwaltungsbehörden als untere Behörden für Gesundheit, Veterinärwesen, Ernährung und Verbraucherschutz: Art. 3, 4 GDVG, § 2 GesV          | 96 Kreisverwaltungsbehörden § 65 ZustV (vgl. Art. 9 GO)                             |
| BE   | 12 Bezirksämter (Gesundheitsämter) §§ 2, 3 GDG | 12 Bezirksämter § 4 AZG                                                             |
| BB   | 14 Landkreise und 4 kreisfreie Städte (Gesundheitsämter) § 2 BbgGDG | 14 Landkreise und 4 kreisfreie Städte IfSZV                                         |
| HB   | 2 Gesundheitsämter, Bremen und Magistrat Brhv/Lebensmittelüberwachungs-, Tierschutz- und Veterinärdienst: § 5 IfSGZustV, §§ 5, 6 ÖGDG                                                  | Ordnungsamt/Magistrat Brhv/Hafenamt § 4 IfSGZustV                                   |
| HH   | 7 Bezirksämter (Gesundheitsämter) § 3 HmbGDG | 7 Bezirksämter/BAGSFI InfSchRZustAnO                                                |
| HE   | 19 Landkreise, 4 kreisfreie Städte und ein Zweckverband als untere Gesundheitsbehörden (Gesundheitsämter), sowie eine Landesbehörde (HLfGP) als mittlere Gesundheitsbehörde: § 2 HGöGD | 21 Landkreise und 5 kreisfreie Städte § 5 HGöGD                                     |
| MV   | 6 Landkreise und 2 kreisfreie Städte (Gesundheitsämter) § 2 Abs. 1 IfSAG M-V, § 3 ÖGDG M-V                                                                                             | 6 Landkreise und 2 kreisfreie Städte § 2 Abs. 2 IfSAG M-V                           |
| NI   | 35 Landkreise, 7 kreisfreie Städte und ein Zweckverband (medizinischer Fachdienst): §§ 3, 2 NGöGD                                                                                      | 35 Landkreise, 8 kreisfreie Städte und ein Zweckverband: § 3 NGöGD                  |
| NW   | 31 Kreise und 22 kreisfreie Städte als untere Gesundheitsbehörden § 1 IfSBG-NRW, §§ 5, 30 ÖGDG NRW                                                                                     | Städte und Gemeinden (örtliche Ordnungsbehörden) §§ 2-4 IfSBG-NRW                   |
| RP   | 24 Kreisverwaltungen als untere Gesundheitsbehörden (Gesundheitsämter) §§ 2, 4 ÖGdG, § 2 GesAEinglG                                                                                    | 24 Kreisverwaltungen und 12 Stadtverwaltungen als Kreisordnungsbehörden: § 2 IfSGDV |
| SL   | 6 Gemeindeverbände als untere Gesundheitsbehörden (Gesundheitsämter) §§ 2, 3 ÖGDG | Ortspolizeibehörden § 1 IfSGZustV                                                   |
| SN   | 10 Landkreise und 3 kreisfreie Städte (Gesundheitsämter) §§ 2, 4 SächsGDG | 10 Landkreise und 3 kreisfreie Städte § 1 IfSGZustV                                 |
| ST   | 11 Landkreise und 3 kreisfreie Städte (Gesundheitsämter) § 19 GDG LSA, § 3 ZustVO IfSG                                                                                                 | 11 Landkreise und 3 kreisfreie Städte § 19 GDG LSA, § 3 ZustVO IfSG                 |
| SH   | 11 Kreise und 4 kreisfreie Städte (Fachdienst Gesundheit u. a.) §§ 3, 10 GDG | 11 Kreise und 4 kreisfreie Städte §§ 3, 10 GDG                                      |
| TH   | 17 Landkreise und 6 kreisfreie Städte (Gesundheitsämter) § 2 ÖGDV | 17 Landkreise und 6 kreisfreie Städte § 2 ThürlfSGZustVO                            |

## Geschichte
In Deutschland wurde das Modell des staatlichen Gesundheitsamtes im 18. Jahrhundert entworfen. Ideen dazu finden sich bereits um 1600, im 17. Jahrhundert etwa bei Martin Pansa. Die Umsetzung begann in der zweiten Hälfte des 19. Jahrhunderts. Am 9. April 1872 formulierte, gerichtet an den Bundesrat, der Reichskanzler Otto von Bismarck in einer Denkschrift, dass er die Einrichtung einer „Reichsbehörde“ zur Unterstützung bei der „Aufsicht über die medizinal- und veterinärpolizeilichen Aufgaben“ für notwendig erachte und ging dabei auch auf Details ein. In Folge dieser Denkschrift kam es im Jahr 1876 schließlich zur Eröffnung eines kaiserlichen Gesundheitsamtes in Berlin. Vorgänger des Gesundheitsamts war in Preußen der Kreisarzt. Ab 1901 forderte und förderte der im preußischen Kultusministerium tätige Ministerialdirektor Friedrich Althoff, beeindruckt von Robert Kochs (1843–1910) Forschungsleistungen, die Einrichtung staatlicher Untersuchungsämter.
Jedem Stadt- und Landkreis Deutschlands zugeordnete Gesundheitsämter entstanden erst 1934 aufgrund des Gesetzes über die Vereinheitlichung des Gesundheitswesens. Dieses wurde 1938 nach dem Anschlussauf Österreich erstreckt, wo es samt seiner Durchführungsverordnungen noch heute gilt.
In der Zeit des Nationalsozialismus oblag den Gesundheitsämtern auch die Aufgabe der „Erb- und Rassenpflege“. Die zuständige Abteilung war das Erbgesundheitsamt. Amtsärzte waren seit dem 3. Juli 1934 antragsberechtigt für Zwangssterilisationen nach dem Gesetz zur Verhütung erbkranken Nachwuchses, über die das Erbgesundheitsgericht entscheiden musste. Die Ärzte entschieden auch über die Einhaltung der „eugenischen“ Heiratsregeln durch die Erteilung von Ehetauglichkeitszeugnissen nach dem Ehegesundheitsgesetz sowie über Anträge auf Ehestandsdarlehen, Kinder- und Ausbildungsdarlehen, bei denen „Minderwertige“ diskriminiert wurden.
Nach 1945 kehrte Österreich wieder zum Reichssanitätsgesetz von 1870 zurück, das den Amtsärzten jeder Bezirksverwaltungsbehörde gesundheitspolizeiliche Befugnisse verlieh. Ein zentrales „Gesundheitsamt“ in der Schweiz befindet sich in Bern und gehört dem Departement des Inneren an.
In der DDR wurden die Gesundheitsämter zunächst in Abteilung Gesundheitswesen des Kreises umbenannt und 1952 durch zentral geleitete Hygieneinspektionen ersetzt. Erst gegen Ende der DDR entstanden wieder kommunale Gesundheitsämter durch eine Verordnung des Ministerrats, die heute noch in Thüringen gilt.
In der Bundesrepublik galt zunächst das Gesetz über die Vereinheitlichung des Gesundheitswesens fort (Art. 123 GG). Ab 1979 wurde es auf Grundlage der Richtlinie für Ländergesetze über das Gesundheitswesen der GMK ersetzt, zuerst in Schleswig-Holstein, zuletzt 2007 in Hessen.
Gegenwärtig gibt es in Deutschland rund 400 Gesundheitsämter. Die Digitalisierung läuft allerdings sehr schleppend, oft werden noch Faxgeräte eingesetzt.